# Marsbanker
De marsbanker (Selar crumenophthalmus) is een straalvinnige vis uit de familie van horsmakrelen (Carangidae) en behoort derhalve tot de orde van baarsachtigen (Perciformes). De vis kan een lengte bereiken van 70 cm.

## Leefomgeving
De marsbanker is een zoutwatervis. De vis prefereert een subtropisch klimaat en heeft zich verspreid over de drie belangrijkste oceanen van de wereld (Grote, Atlantische en Indische Oceaan). De diepteverspreiding is 0 tot 170 m onder het wateroppervlak.

## Relatie tot de mens
De marsbanker is voor de visserij van groot commercieel belang. In de hengelsport wordt er weinig op de vis gejaagd.
Voor de mens is de marsbanker potentieel gevaarlijk, omdat er vermeldingen van ciguatera-vergiftiging zijn geweest.